# Trolleybus Thun - Beatenbucht
De trolleybus Thun - Beatenbucht was een regionale trolleybuslijn in het Zwitserse kanton Bern. De 13,44 kilometer lange verbinding langs de rechteroever van het Meer van Thun bestond van 1952 tot 1982 en verbond Thun via Hünibach, Hilterfingen, Oberhofen am Thunersee, Gunten, Ralligen en Merligen met Beatenbucht, die samen met de drie voornoemde plaatsen deel uitmaakt van de gemeente Sigriswil.
De trolleybus verving de in 1913 geopende tramlijn Steffisburg - Thun - Interlaken en werd op zijn beurt vervangen door autobussen. Exploitant van deze lijn was de Verkehrsbetriebe STI AG (Steffisburg - Thun - Interlaken), tot 1958 gekend onder de bedrijfsnaam AG Rechtsufrige Thunerseebahn, Elektrische Bahn Steffisburg - Thun - Interlaken. De buslijn tussen Thun en Beatenbucht wordt tegenwoordig nog steeds door hetzelfde vervoerbedrijf uitgebaat.

## Geschiedenis
Nadat het tramtraject Beatenbucht - Interlaken al in 1940 door autobussen werd vervangen, verscheen de trolleybus vanaf 19 augustus 1952 op het middelste gedeelte van de voormalige tramlijn tussen het station van Thun en Beatenbucht. De tram op dat traject werd in drie stappen opgeheven: op 31 januari 1952 tussen Beatenbucht en Merligen, op 6 april 1952 tussen Merligen en Gunten en op 10 augustus 1952 Gunten en Thun. Aan de eindhalte Beatenbucht gaven de trolleybussen aansluiting op de Thunersee-Beatenberg-Bahn. Afwisselend met de trolleybussen tot Beatenbucht reden er op het traject ook bussen tot Interlaken. De tram tussen Thun en Steffisburg bleef bestaan tot in 1958 toen ook op dat traject autobussen in de plaats kwamen.
Een bijzonderheid van deze lijn was de hoge bovenleidingspanning van 1100 volt gelijkspanning die samen met de bijhorende infrastructuur gewoon overgenomen werd van de tram. Uit veiligheidsoverwegingen bezaten de trolleybussen een aarding die met de straat in contact werd gebracht vooraleer de deuren werden geopend. De bovenleiding was volledig dubbelsporig en aan beide uiteinden van de lijn bevond zich een keerlus. Om versterkingsritten vanuit Thun mogelijk te maken, waren er onderweg eveneens keerlussen aan de haltes Hünibach, Oberhofen Ryder (thans Oberhofen Wichterheer Gut) en Gunten-Sigriswil (thans Gunten Dorf). De stelplaats bevond zich in de Grabenstrasse in Thun in de Schwäbis-wijk. Vandaar vertrok een 800 meter lange dienstverbinding door de oude stad naar de eigenlijke trolleybusroute.
De opheffing van de trolleybuslijn gebeurde in twee fasen: op 22 februari 1982 het lijngedeelte Oberhofen - Beatenbucht en enkele weken later op 14 maart 1982 het resterende traject tot in Thun. Daarmee eindigde voor het vervoerbedrijf STI ook het tijdperk van elektrisch aangedreven vervoer. De oorzaak van de opheffing lag in hoofdzaak bij de ouderdom van de in 1952 aangekochte en aan het einde van hun levensduur gekomen trolleybussen en de groeiende afkeer tegen een exploitatie met aanhangwagens ten gunste van gelede bussen. Daarbij kwam nog dat de in serie gebouwde trolleybussen uitgerust waren voor 600 volt gelijkspanning. Het vervoerbedrijf STI stond daarom voor de keuze om een kleine serie trolleybussen te bestellen die geschikt waren voor 1100 volt of de spanning van de bovenleiding te verlagen naar 600 volt. Thans rijden op het traject buslijnen 21 (station Thun - Interlaken) en 25 (Thun - Gunten - Sigriswil). In tegenstelling tot de bussen, voerden de trolleybussen geen lijnnummer. Een bord op de zijvensters gaf de bestemming aan waarbij elk traject ook een eigen kleur had:
- Thun - Oberhofen Dorf: groen
- Thun - Beatenbucht zonder busaansluiting naar Interlaken: geel
- Thun - Beatenbucht met autobusaansluiting naar Interlaken: rood

De ter vervanging van de trolleybussen aangekochte Saurer-autobussen maakten gebruik van dezelfde kleuraanduiding zonder lijnnummer maar de trajecten werden aangegeven op een koersrol. De kleuraanduiding bleef overeind tot 2006 toen de Mercedes-Benz O 405 G in 2006 uit dienst werden genomen. Vanaf dan verschenen lijnnummers.

## Voertuigen

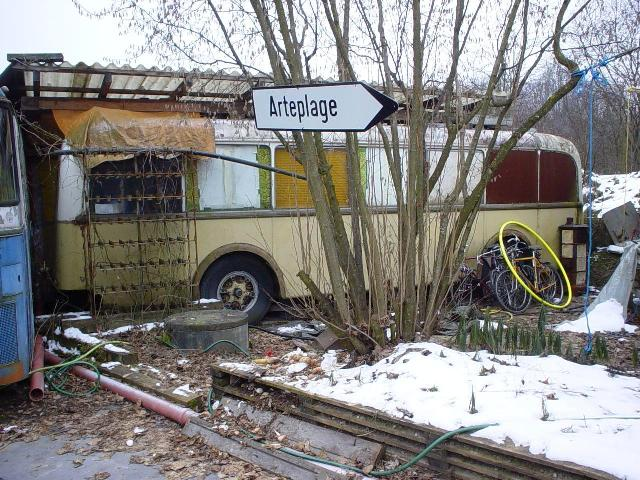
De voormalige trolleybus-aanhangwagen nummer 23 in 2003 in Zaffaraya, een vorm van altrnatief wonen in Bern.

De trolleybus Thun - Beatenbucht beschikte in totaal over negen tweeassige voertuigen. Zij droegen de bedrijfsnummers 1 tot 9 en werden geleverd door Berna, Ramseier & Jenzer en Gangloff met elektrische uitrusting van SAAS. De voertuigen bezaten een batterij-noodaggregaat die het mogelijk maakte korte afstanden af te leggen zonder bovenleiding. De stroomafnemers konden automatisch vanaf de bestuurderspost naar beneden gehaald worden. De trolleybussen hadden in het begin een capaciteit van 40 zit- en 33 staanplaatsen. In 1968 werd de deurindeling van de trolleybussen gewijzigd door in het midden een extra deur toe te voegen; de achterste deur werd herleid van een dubbele naar een enkele. De linkerhelft van deze achterste deur diende oorspronkelijk als toegang tot het rookcompartiment, maar de scheidingswand werd tussen 1964 en 1968 verwijderd. Na hun ombouw boden de voertuigen plaats aan 33 zittende en 50 staande reizigers.
Het trolleybuspark werd vervolledigd door vijf tweeassige reizigersaanhangwagens met de nummers 21 tot 25, twee tweeassige postaanhangwagens (genummerd 71 en 72) en verschillende eenassige aanhang-pakwagens die al sinds 1940 achter de trams werden ingezet. De postaanhangwagens waren eigendom van de Zwitserse post en droegen de P-nummers 31509 en 31510. De reizigersaanhangwagens werden op de lijn naar Interlaken ook gekoppeld aan autobussen. Voertuig 21 werd hiervoor al in 1949 aangekocht. Na de opheffing van de trolleybus werden de postaanhangwagens nog tot aan de dienstregelingwijziging van 22 mei 1982 ingezet achter de autobussen.
De trolleybussen 1 en 7 alsook de aanhangwagens 23 en 71 bleven bewaard door de Tramverein Bern. Deze voorziet om trolleybus 1 her in te richten als historisch en bedrijfsvaardig voertuig. Trolleybus 7 levert de nodige wisselstukken. Postaanhangwagen 71 is te bezichtigen in het Museum für Kommunikation Bern.